# ریو: رین‌بو گیت!
ریو: رین‌بو گِیت! (به ژاپنی: リオ レインボーゲート Rio: Reinbō Gēto) یک مجموعه تلویزیونی انیمه ژاپنی از تولیدات استودیوی زیبک، به نویسندگی مایوری سکیجیما و کارگردانی تاکائو کاتو است. بر اساس مجموعه بازی‌های پاچینکو از ریوی تکمو، داستان انیمه حول محور ریو رولینز، یک قمارباز کازینو نامدار که در هاوارد ریسورت مشغول به کار است و با عنوان «الهه پیروزی» شناخته می‌شود. او باید سیزده کارت افسانه‌ای به نام «گیت» را جمع‌آوری کند، و در طول این راه با مشکلات و چالش‌های مختلفی مواجه می‌شود. این سری به تعداد سیزده قسمت از ژانویه تا مارس ۲۰۱۱ در شبکه توکیو ام‌ایکس و دیگر شبکه‌های مرتبط پخش شد.